# Gary Hudson
Gary Hudson (ur. 26 marca 1956 w Newport News) – amerykański aktor, producent i reżyser. Większość swojej kariery jako aktor charakterystyczny spędził w Kanadzie, grając w produkcjach telewizyjnych i filmach niskobudżetowych. 

## Życiorys

### Wczesne lata
Urodził się w Newport News w stanie Wirginia, a dorastał w Hilton Village, gdzie urodził się również jego ojciec. W 1977 ukończył Christopher Newport College. Dwa lata potem przeniósł się do Los Angeles.

### Kariera
Po debiucie filmowym w komedii sensacyjnej Hala Needhama Kaskaderzy (Hooper, 1978) z udziałem Burta Reynoldsa, pojawił się w komedii Skatetown, U.S.A (1979) ze Scottem Baio i Patrickiem Swayze. W połowie lat 90. przeprowadził się do Kanady. Występował w serialach takich jak Air America (1998−1999) jako Henry Stanley, Gorączka w mieście (1999) czy Tajemnice Smallville (2004) jako agent FBI Frank Loder, a także operze mydlanej Paradise Falls (2001) jako Brick Madison czy Dzikie róże (Wild Roses, 2009) jako intrygant David McGregor, patriarcha rodziny.

## Filmografia

### Filmy fabularne
- 1978: Kaskaderzy (Hooper)
- 1979: Skatetown, U.S.A
- 1981: Król Mulholland Drive (King of the Mountain) jako lider gangu
- 1988: Ladykillers jako striptizer Michael Foster
- 1989: Wykidajło (Road House) jako Steve
- 1998: Czarny grom (Black Thunder) jako Jannick
- 1999: Zły generał (Bridge of Dragons) jako Emmerich
- 2000: Próba sił (Bless the Child) jako spotykający się z Maggie
- 2000: Amerykańska dziewczyna (All-American Girl: The Mary Kay Letourneau Story, TV) jako Charles Dunphy
- 2004: Nastolatki (She's Too Young) jako Bill Vogul
- 2007: Resident Evil: Zagłada (Resident Evil: Extinction) jako kapitan Umbrelli
- 2007: Nora Roberts: Ciemna strona księżyca (Angels Fall, TV) jako Rick Marsden
- 2018: Nowe oblicze Greya (Fifty Shades Freed) jako były mąż Eleny

### Seriale TV
- 1980: Hart to Hart jako fryzjer
- 1981: As the World Turns jako dr Rick Ryan
- 1983: Dynastia (Dynasty) jako obsługujący
- 1985: Dynastia Colbych (The Colbys) jako pijący mężczyzna
- 1987: Dynastia (Dynasty) jako Skip Maitland
- 1988: Gliniarz i prokurator jako Bradford Archer
- 1989: Piękna i Bestia (Beauty and the Beast) jako Gus
- 1990: Matlock jako Peter Southcott
- 1990: Santa Barbara jako Blackie Simpson
- 1994: Przygoda na Dzikim Zachodzie (The Adventures of Brisco County Jr.) jako szeryf Aaron Viva
- 1996: Dotyk anioła jako Tom Pound
- 1997: Strażnik Teksasu jako Frank Valen
- 1997: JAG – Wojskowe Biuro Śledcze
- 1998-99: Air America jako Henry Stanley
- 1999: Gorączka w mieście (L.A. Heat) jako Bobby Cole
- 1999: Ostry dyżur (ER) jako Frank Putnam
- 2000: Życie do poprawki (Twice in a Lifetime) jako pan Harmony
- 2003: Tarzan jako detektyw Sands
- 2004: Tajemnice Smallville jako agent FBI Frank Loder
- 2005: Poszukiwani (1-800-Missing) jako dr Aaron Flowers
- 2009: Dowody zbrodni jako Jebediah Buford
- 2011: Zabójcze umysły jako Tim
- 2012: Gotowe na wszystko jako Jerry
- 2015: W garniturach (Suits) jako Richard McIntyre
- 2015: Partnerki (Rizzoli & Isles) jako Jay Butler
- 2018: Uprowadzona (Taken) jako generał Reed
- 2020: Agenci NCIS jako detektyw John Fioscher